# Addis Abeba
Addis Abeba (amhàric: አዲስ አበባ, Adisə Abäba, ‘flor nova’) és la capital d'Etiòpia, i està situada a 2.355 m per damunt del nivell de la mar. La seva població el 2012 era de 3.040.740 habitants i la seva superfície és de 527 quilòmetres quadrats. La seva densitat de població el mateix any era de 5.165,1 habitants per quilòmetre quadrat.
Addis Abeba és tant una ciutat com una regió de l'estat d'Etiòpia. És la ciutat on hi ha la base de la Unió Africana i la seva antecessora Organització per a la Unitat Africana (OUA). També qui ha els quarters de la Comissió Econòmica per Àfrica de les Nacions Unides (UNECA) i altres nombroses organitzacions mundials i continentals. Addis Abeba sovint és referida com "la capital política d'Àfrica" per la seva importància històrica, diplomàtica i política per al continent.

## Geografia

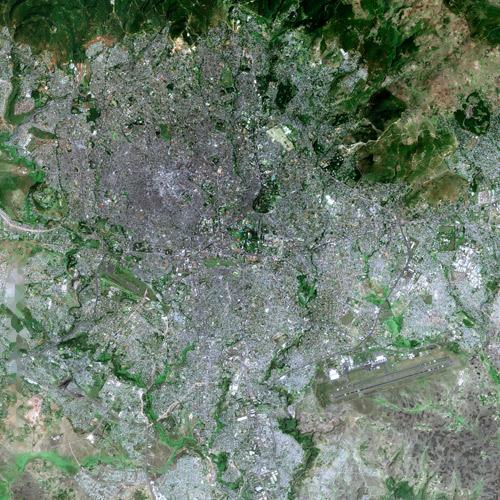
Vista des de satèl·lit de la ciutat

La ciutat està situada als peus de la muntanya Entoto (antiga capital d'Etiòpia) en un altiplà d'entre uns 2.300 i uns 2.600 metres per damunt del nivell del mar. La seva alçada la converteix en la capital més elevada d'Àfrica i la quarta més alta del món. La seva alçada varia des dels 2.326 metres (on hi ha l'aeroport) i els més de 3.000 metres de l'Entoto, al nord, on hi ha els barris més pobres.

## Història
La ciutat fou fundada oficialment l'any 1886 per l'emperador Menelik II el 1886, però sembla que era la seva dona, Taytu Betul, la que estava realment interessada en el lloc a causa d'una particularitat de l'àrea: unes aigües termals, origen d'una mena de projecte de balneari, on els nobles de la cort imperial gaudien de banys relaxants. El nom de la ciutat és un nom oromo. Menelik, que primer era el rei de la província de Shoa havia fundat una base per a usos militars a la muntanya d'Entoto i el 1879 va visitar les ruïnes de la ciutat medieval que hi havia. Aquestes proven la presència d'etíops a la zona des d'abans de les campanyes d'Ahmad Gragn.
L'assentament actual es va començar al sud de la vall de la muntanya el 1886. Primer Taytu (esposa del rei) va construir-hi una casa per a ella, a prop d'unes fonts minerals. Altres nobles s'hi van assentar i Menelik va engrandir la casa de la seva esposa, que va esdevenir el Palau Imperial. Aquest, avui en dia és la seu del govern d'Addis Abeba. Quan Menelik II va esdevenir emperador d'Etiòpia la va convertir en la capital del nou estat. De l'època de Menelik encara és visible avui en dia els nombrosos eucalyptus que aquest va fer plantar als carrers de la ciutat.
El 5 de maig de 1936 les tropes italianes van envair Addis Abeba en el curs de la Segona Guerra Italo-Etíop i aquesta va esdevenir capital de l'Àfrica Oriental Italiana entre el 1936 i el 1941. Mentrestant, l'exèrcit etíop resistia amb els caps militars a Gondar, la capital tradicional. Quan l'exèrcit italià fou derrotat per la coalició de forces de patriotes etíops i l'exèrcit britànic durant la Campanya d'Àfrica Oriental de la Segona Guerra Mundial, l'emperador Haile Selassie va retornar a Addis Abeba el 5 de maig del 1941 i va començar a treballar per a restablir-hi la capital immediatament.
Haile Selassie va ajudar a formar l'Organització per a la Unitat Africana (OUA) el 1963 i va invitar la nova entitat a posar els seus quarters a la ciutat. La OUA es va dissoldre el 2002 i fou reemplaçada per la Unió Africana (que també hi té els quarters principals). El 1965 es va celebrar a la ciutat el Concili de les Esglésies ortodoxes orientals.
Estudis de genètica han considerat que la zona d'Addos Abeba ja estava habitada per humans fa 100.000 anys, essent considerada una de les primeres zones de l'aparició de l'espècie humana.
- Per l'entitat administrativa de l'Àfrica Oriental Italiana vegeu: Govern d'Addis Abeba

## Població
Segons el Cens del 2007 portat a terme per la Central Statistical Agency d'Etiòpia (CSA), Addis Abeba tenia una població total de 2.739.551 habitants, dels quals 1.305.387 eren homes i 1.434.164 eren dones; tots els habitants són considerats habitants urbans. A la ciutat hi viuen membres de tots els grups ètnics d'Etiòpia, però els grups que hi tenen més població són: amhares (47,04%), oromos (19,51%), gurages (16,34%), tigrinyes (6,18%), silt'es (2,94%) i gamos (1,68%). Les llengües que s'hi parlen més són: l'amhàric (71%), l'oromo (10,7%), les llengües gurage (8,37%), el tigrinya (3,6%), el silt'e (1,82%) i el gamo (1,03%). La religió majoritària és l'església ortodoxa etíop (74,7%). Altres religions importants són: l'islam (7,77%), el P'ent'ay (protestantisme etíop i eritreu) (0,48%) i l'església catòlica romana.
En el cens anterior, del 1994, es van comptabilitzar 2.112.737 habitants (1.023.452 homes i 1.089.285 dones).
Segons el cens nacional del 2007, el 98,64% dels hàbitats d'Addis Abeba té accés a l'aigua potable. El nivell d'alfabetització dels adults és del 93,6% dels homes i el 79,95% de les dones. La mortalitat infantil és de 45 nens per cada 1000 naixements (el d'Etiòpia és de 77).
La Ciutat està parcialment proveïda d'aigua pel pantà de Koka.
El centre econòmic de la ciutat és Merkato i té la reputació de ser el mercat més gran de l'Àfrica.

## Política
Entre el 2003 i el 2005, l'alcalde d'Addis Abeba fou Arkebe Oqubay. A les eleccions del maig del 2005, aquest fou derrotat per Berhanu Nega però aquest no va agafar el control de la ciutat, ja que fou empresonat pels membres de la Coalició per la Unitat i la Democràcia. Berhanu Deresa va esdevenir alcalde en funcions.

## Economia

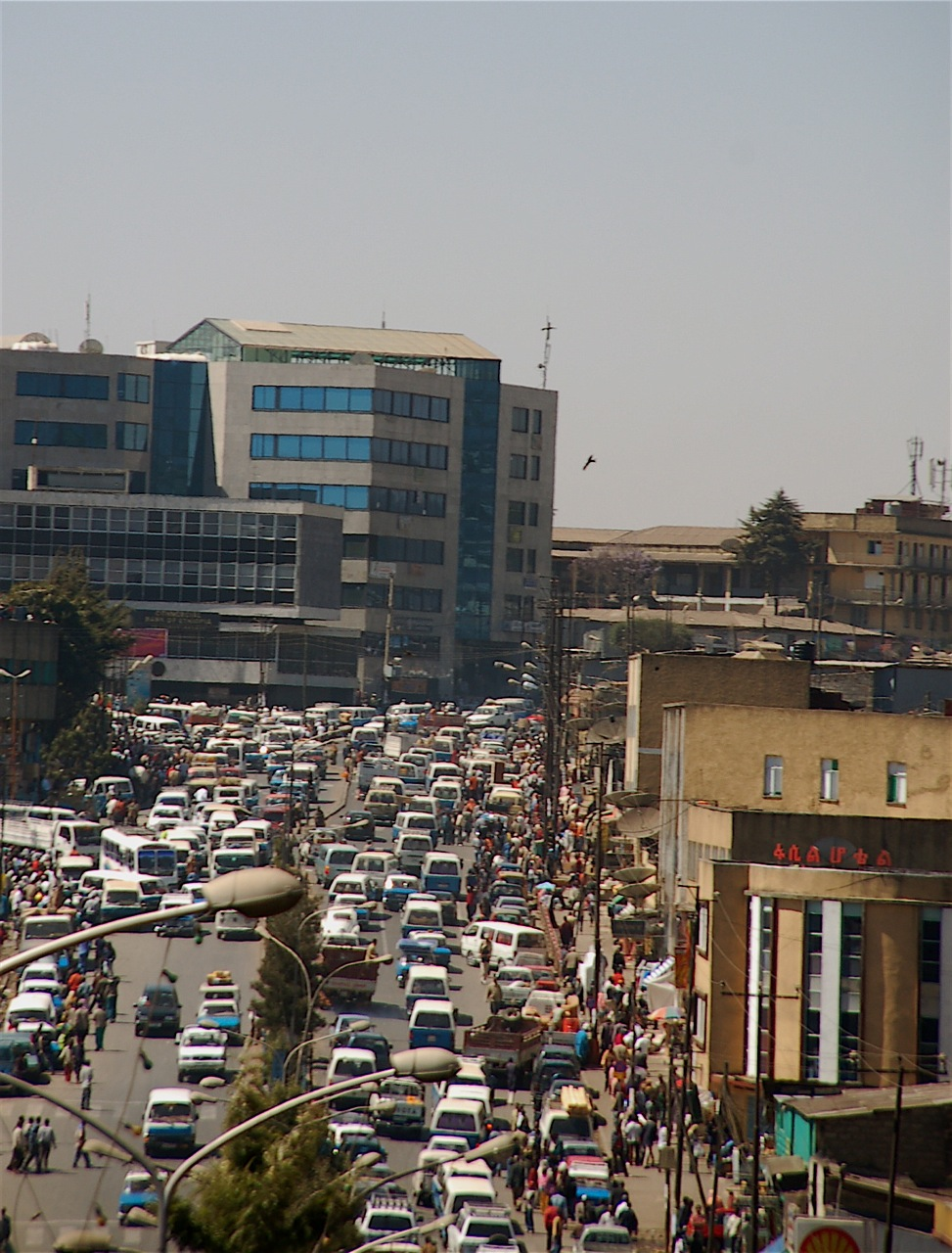
El centre d' Addis Abeba.

La ciutat és el centre econòmic i financer d'Etiòpia i després del final de la Guerra Eritrea-Etiòpica ha augmentat el seu creixement a causa de l'augment de la immigració del sud del país. El centre econòmic és el Merckato, que té la reputació d'ésser el mercat més gran de tot el continent africà.
Les activitats econòmiques d'Addis Abeba són diverses. Segons les estadístiques oficials del govern federal, 119.197 treballadors de la ciutat estan en el sector del comerç; 113.977, en el de la indústria i la manufactura; 80.391 en el de la construcció; 71.186 en l'administració; 50.538 en el transport i comunicacions; 42.514 en l'educació, salut i serveis socials; 32.685 en hotels i restaurants i 16.602 en l'agricultura. També es destaquen els ramaders.
És una ciutat neta i segura (comparada amb altres ciutats africanes). Degut a un augment de les persones immigrades de les zones rurals, a la ciutat hi ha nombrosos captaires i per això el govern de la ciutat va impulsar una campanya per a educar-los i intentar-los trobar feina. Aquesta campanya ha tingut força èxit. A l'Aeroport Internacional Bole hi ha la seu d'Ethiopian Arlines, la companyia aèria més activa d'Àfrica i del Banc Nacional d'Etiòpia.

## Paisatge urbà
Addis Abeba és la seu de la Comissió Econòmica per a Àfrica de les Nacions Unides i de la Unió Africana. Al Museu Nacional d'Etiòpia hi ha una rèplica de l'homínid Lucy. La plaça Meskel és una de les places més importants de la ciutat i s'hi realitza la festa religiosa anual del Meskel.
A la ciutat hi ha la Biblioteca Nacional Etíop, el Museu Etnològic Etíop, el Museu d'Addis Abeba, el Museu Etíop d'Història Natural, el Museu Etíop de Ferrocarrils i el Museu Postal Nacional. Entre els edificis notables, es destaca la Catedral de Sant Jordi (ortodoxa, fundada el 1896 i seu d'un museu), la Catedral de la Santíssima Trinitat (ortodoxa, en la qual hi ha enterrat Haile Selassie i la família imperial i els que van lluitar contra els italians), l'antic Palau Imperial de Menelik II (seu oficial del govern) i el Palau Nacional (residència del President d'Etiòpia).
S'hi va fundar la OUA, que va esdevenir Unió Africana, que té la seu en uns nous edificis on anteriorment hi havia la presó Akaki al sud-oest de la ciutat.
També cal destacar el Teatre Hager Fikir (el teatre més antic del país)
Al districte Merkato, el mercat més gran d'Àfrica, i la impressionant Mesquita The Grand Anwar, la mesquita més gran del país, que va ser construïda durant l'ocupació italiana. A prop hi ha l'església Raguel; la proximitat d'ambdós llocs de culte simbolitzen les llargues relacions de pau entre les dues comunitats religioses al país. Al barri també hi ha la Catedral catòlica de la Sagrada Família. A prop de l'aeroport Internacional Bole la nova cateral ortodoxa Medhane Alem (Salvador del Món), que és la segona més gran del continent.
Altres edificis són el mercat Merkato, l'autòdrom Jan Meda, el Centre de Recreació Bihere Tsige i la línia de ferrocarril que va a Djibouti.
Entre els edificis per a la pràctica de l'esport, hi ha els estadis Addis Abeba i Nyala. El 2008 es van celebrar a la ciutat el Campionat Africà d'Atletisme.
A la falda de la muntanya Entoto hi ha diversos suburbis.

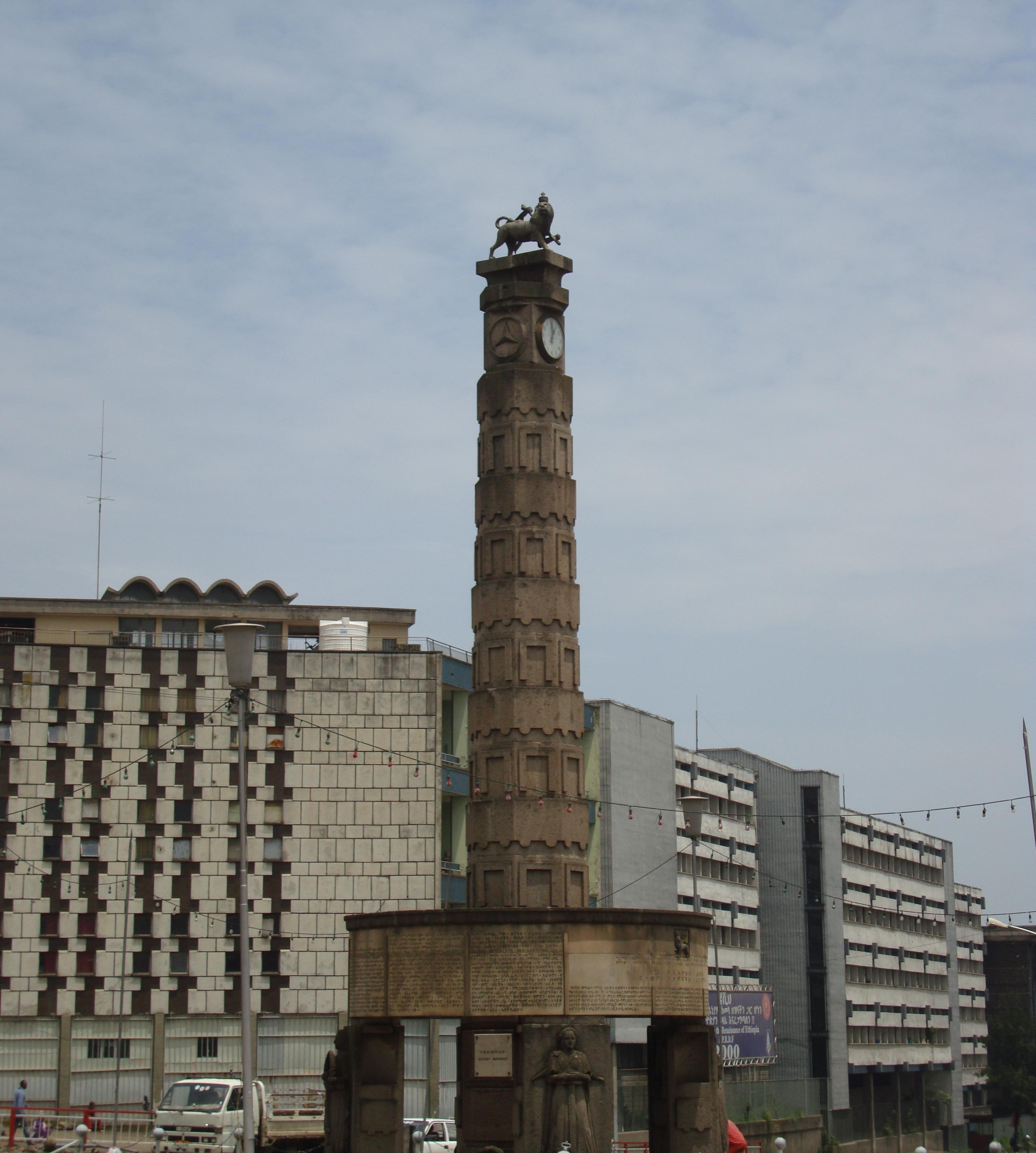
Monument Arat Kilo
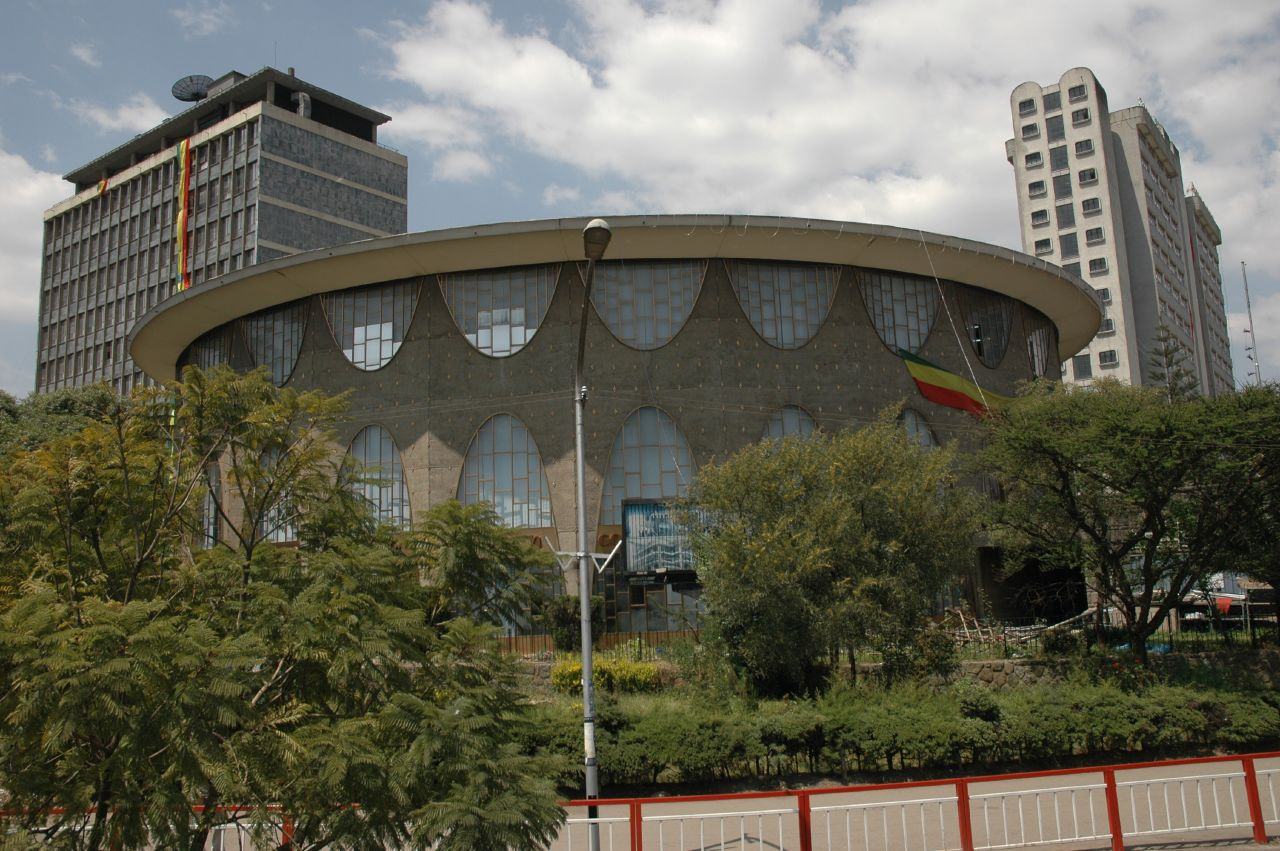
Commercial Bank of Ethiopia
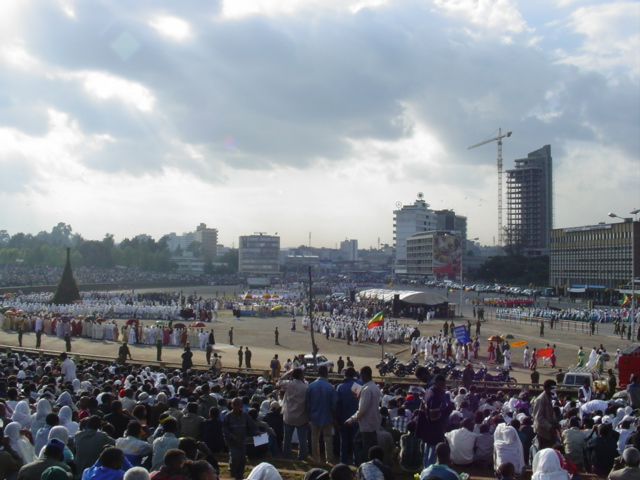
Plaça Meskel
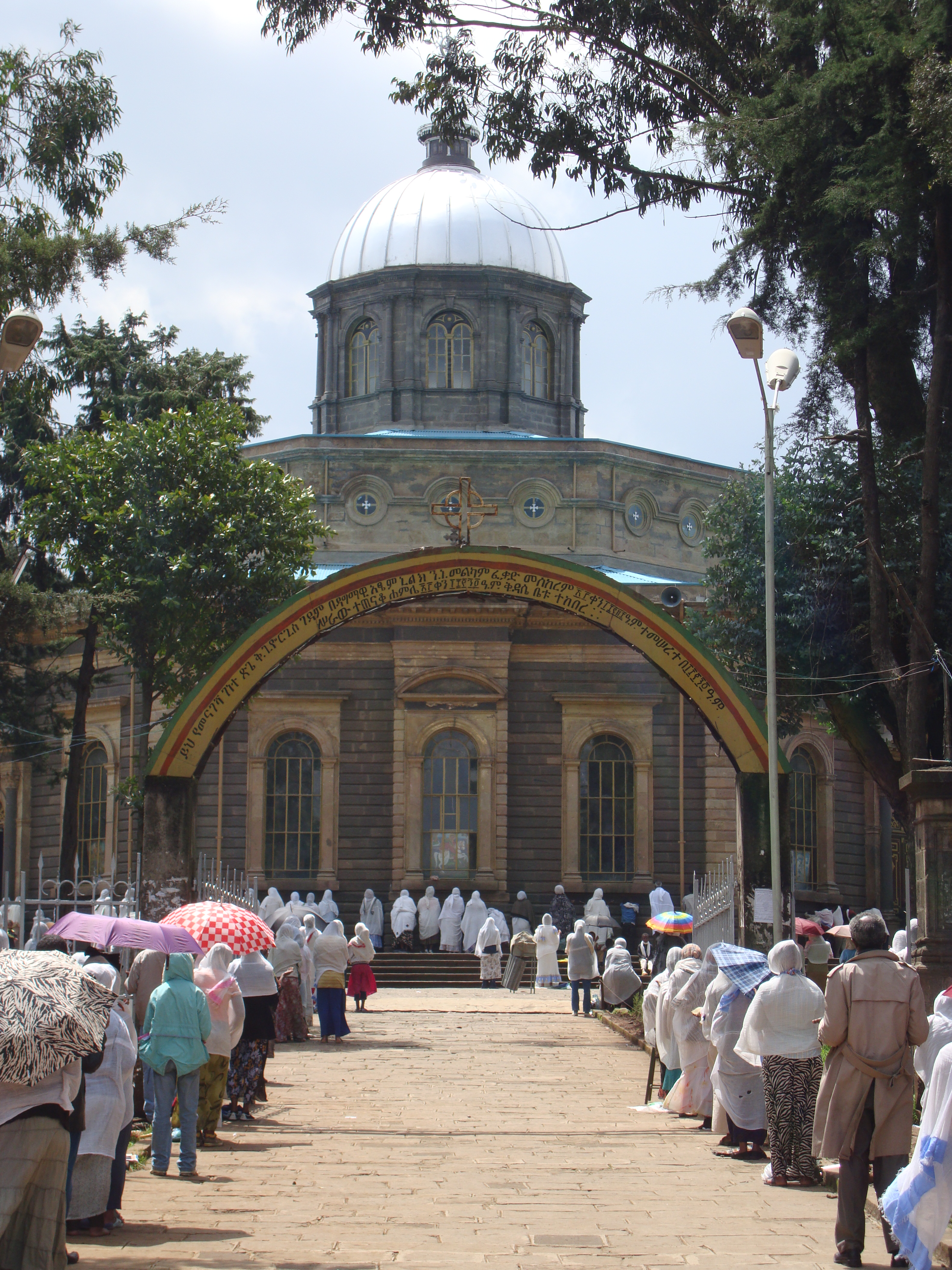
Catedral de Sant Jordi
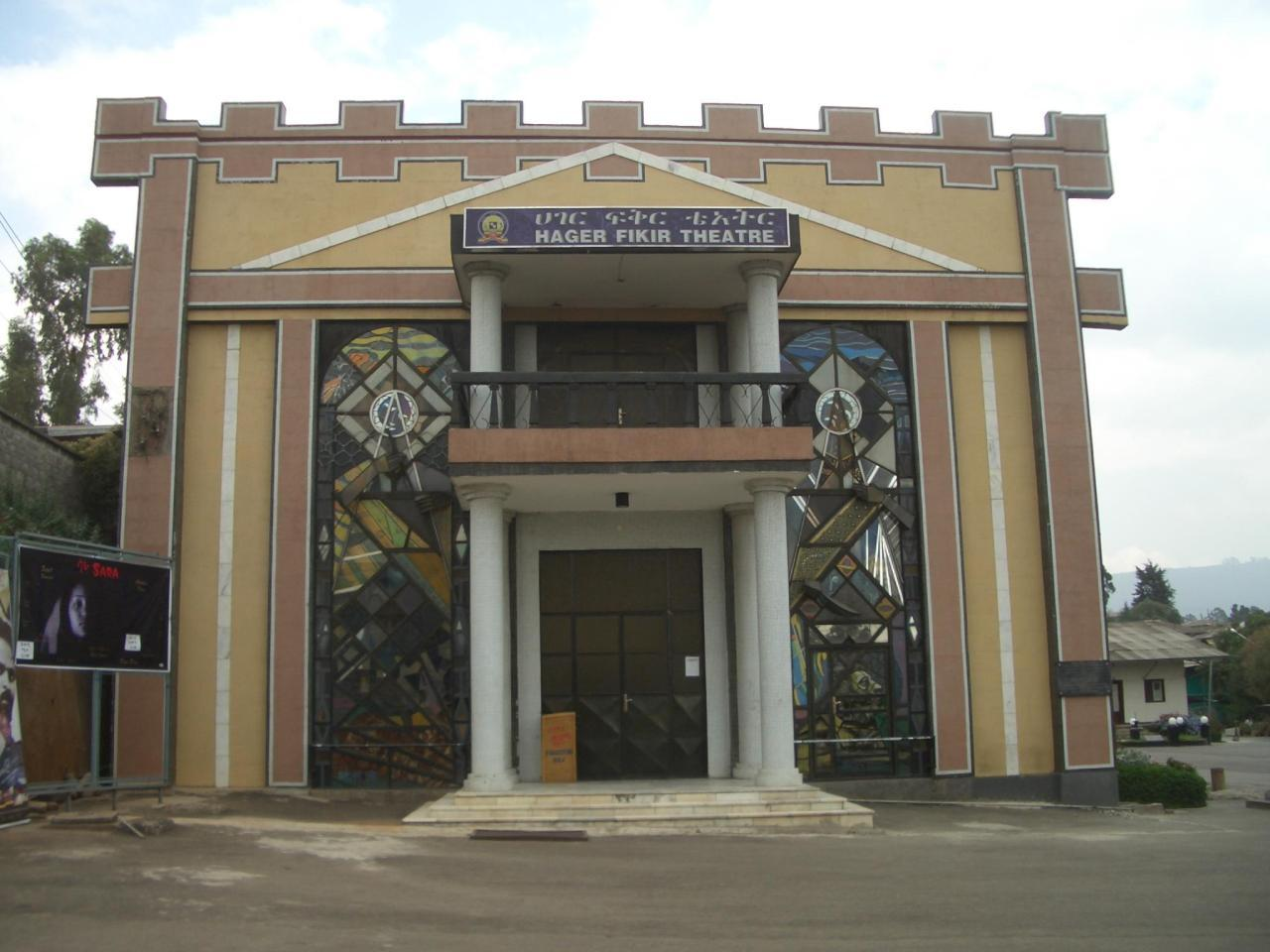
Teatre Hager Fikir
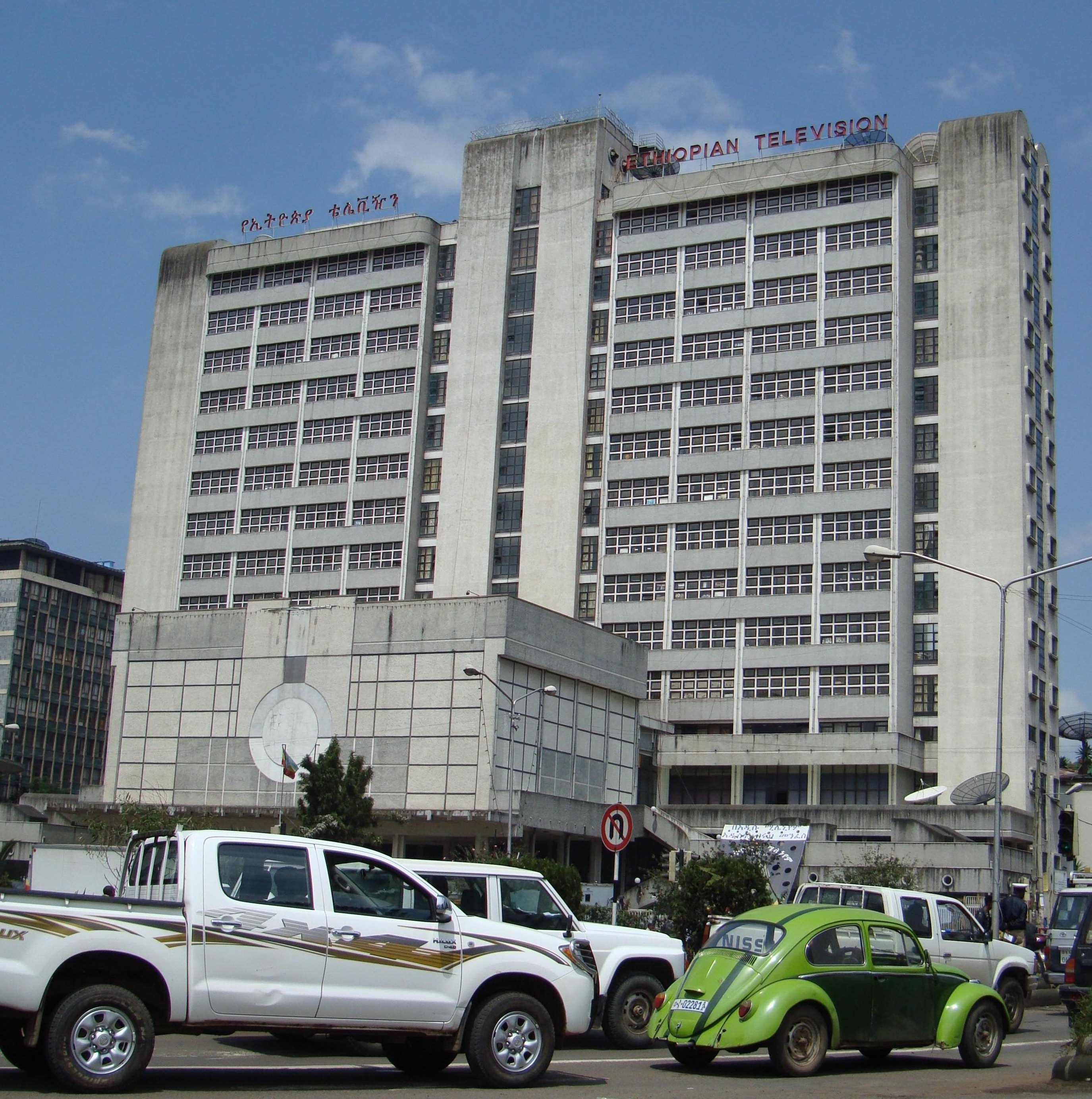
Edifici de la televisió i la ràdio etíop

## Educació

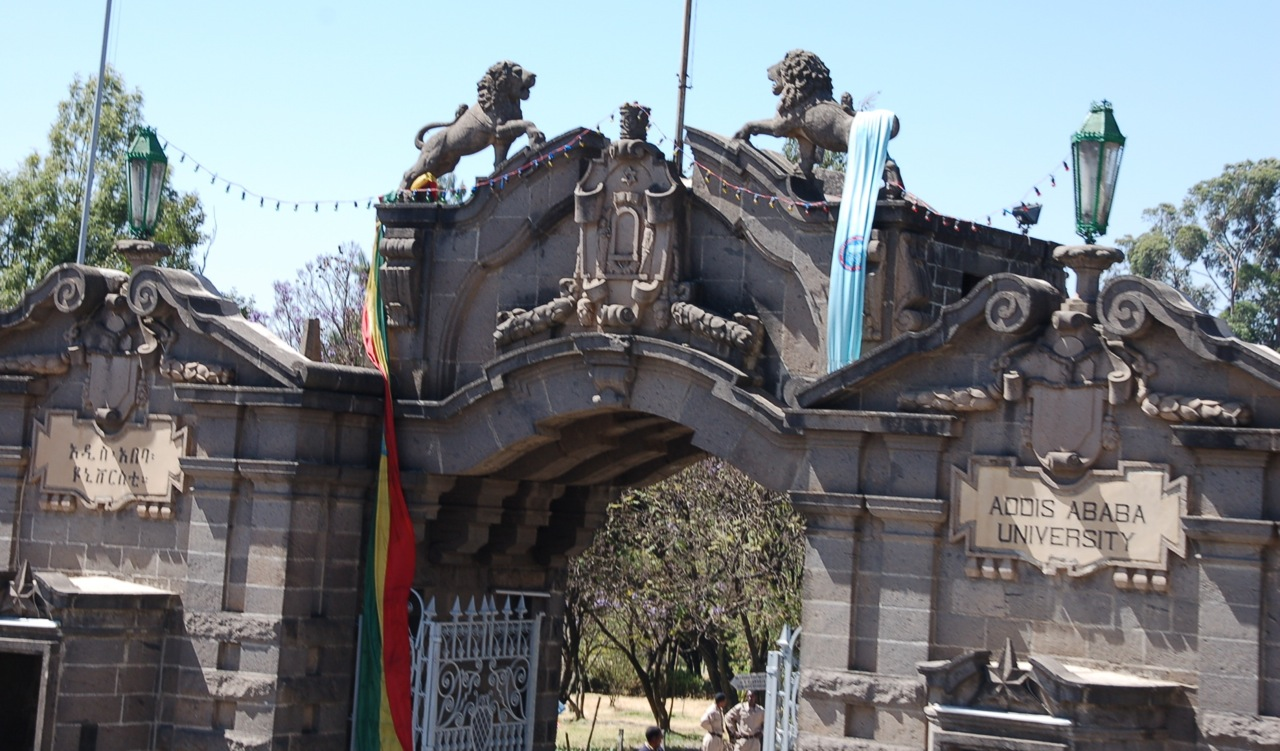
Universitat d'Addis Abeba.

La Universitat d'Addis Abeba fou fundada el 1950 amb el nom de University College of Addis Ababa. Haile Selassie I li va fer la donació del Palau Genete Leul perquè en fos la seu. La universitat té sis campus a la ciutat (i un setè a Debre Zeit i també té altres sots-seus a altres ciutats del país. A la mateixa hi ha l'Institut d'Estudis Etíops i el Museu Etnològic.
La ciutat té nombrosos instituts privats.

## Transports

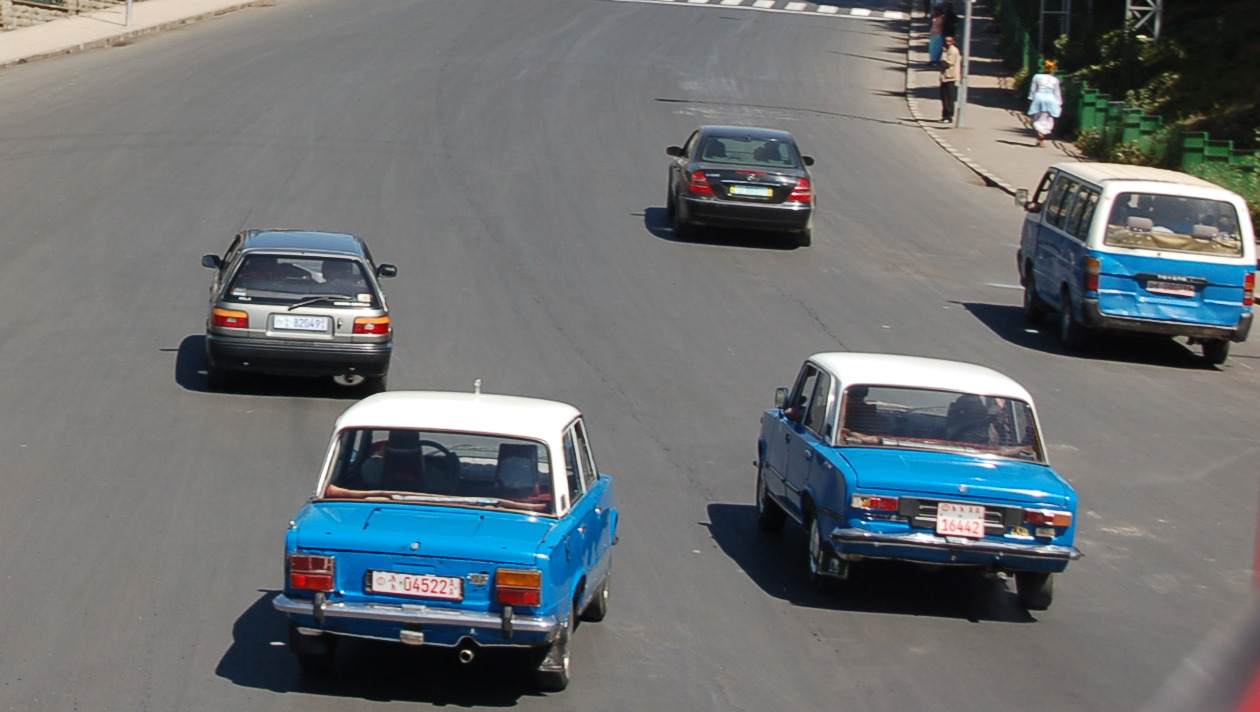
Típics taxis blaus d'Addis Abeba

Té una estació principal de tren, amb dues línies cap a l'est, una construïda pels francesos fins a Harar (Etiòpia), i una altra fins a Djibouti.
La ciutat té un servei públic d'autobús i taxi (de color groc), encara que el mitjà de transport més utilitzat sigui una altra mena de taxi, un minibús o cotxe habitualment, aquest de color blau i més econòmic.
Hi ha dues estacions d'autobús:
Terra, dins l'àrea de Merkato. És la més important i amb destinacions arreu del país. La segona estació no té nom oficial, està situada a l'avinguda Ras Mekonin prop de l'estació de tren i uneix la capital amb Adama (Nazret) i Debre Zeyit.
El 1998 es va començar a construir les rondes de la ciutat per implementar un pla per al desenvolupament de la perifèria. La corporació China Road and Bridge Corporation (CRBC) va col·laborar amb l'Addis Ababa City Roads Autority (AACRA) per a fer l'obra.
L'aeroport de la ciutat és l'Aeroport Internacional Bole, que va inaugurar la nova terminal el 2003. També hi ha el vell Aeroport Lideta, que és utilitzat per avionetes i avions militars. Addis Abeba té connexió ferroviària amb Djibouti, però el ferrocarril no opera i està pendent de la renovació.
El setembre del 2010 es va fundar la Corporació Ferroviària Etíop. Aquesta va arribar a un acord amb el China Exim Bank per a fer 30 km de ferrocarril.

## Imatges

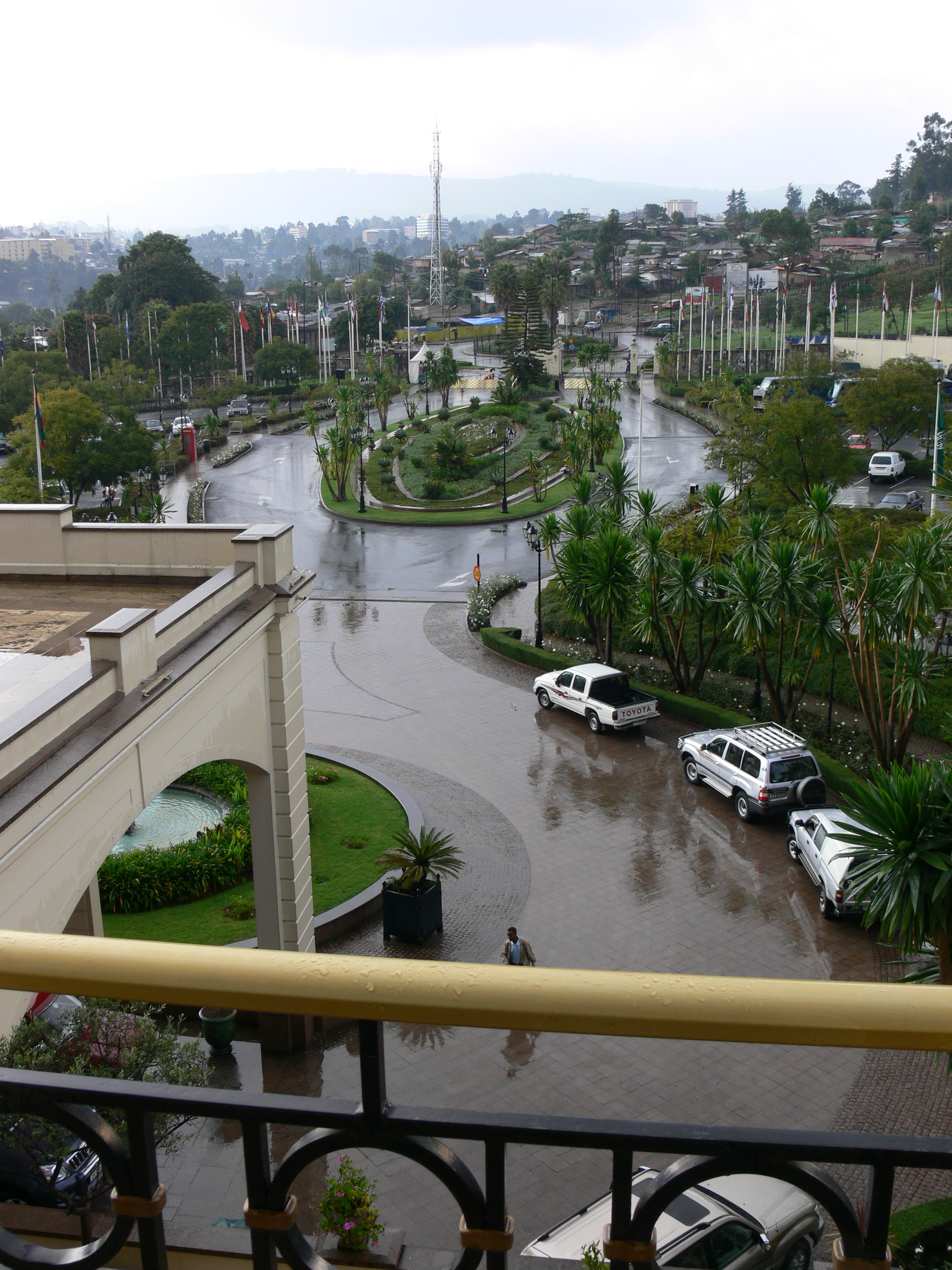
vista des del Sheraton Hotel
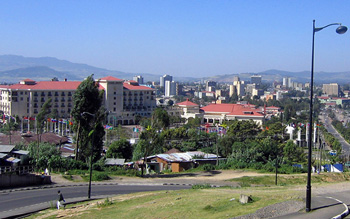
Paisatge d'Addis Abeba i l'Hotel Sheraton
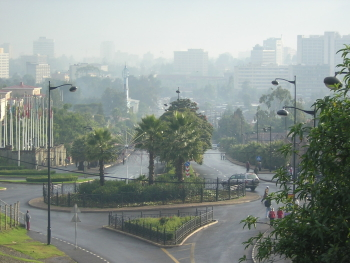
Vista del Downtown Addis Ababa
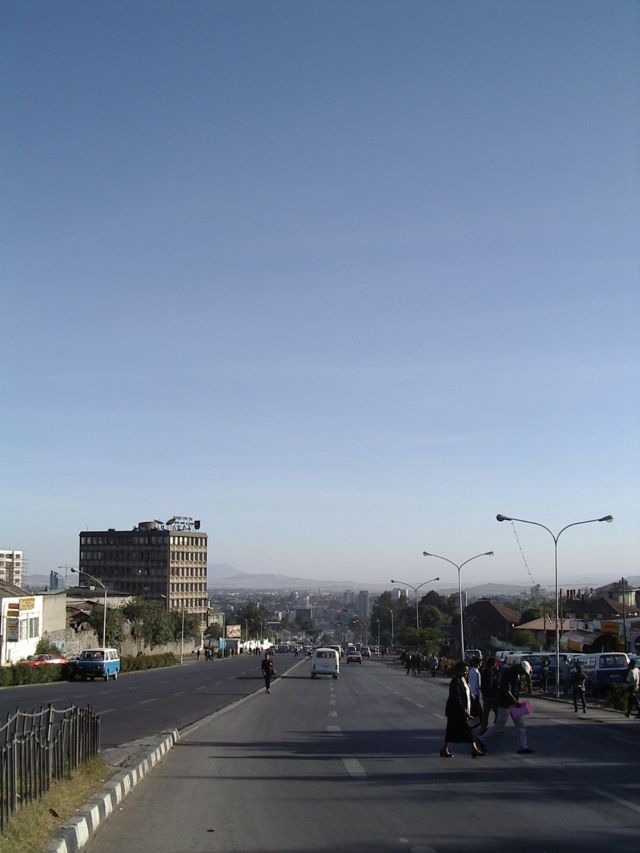
Carretera Churchill
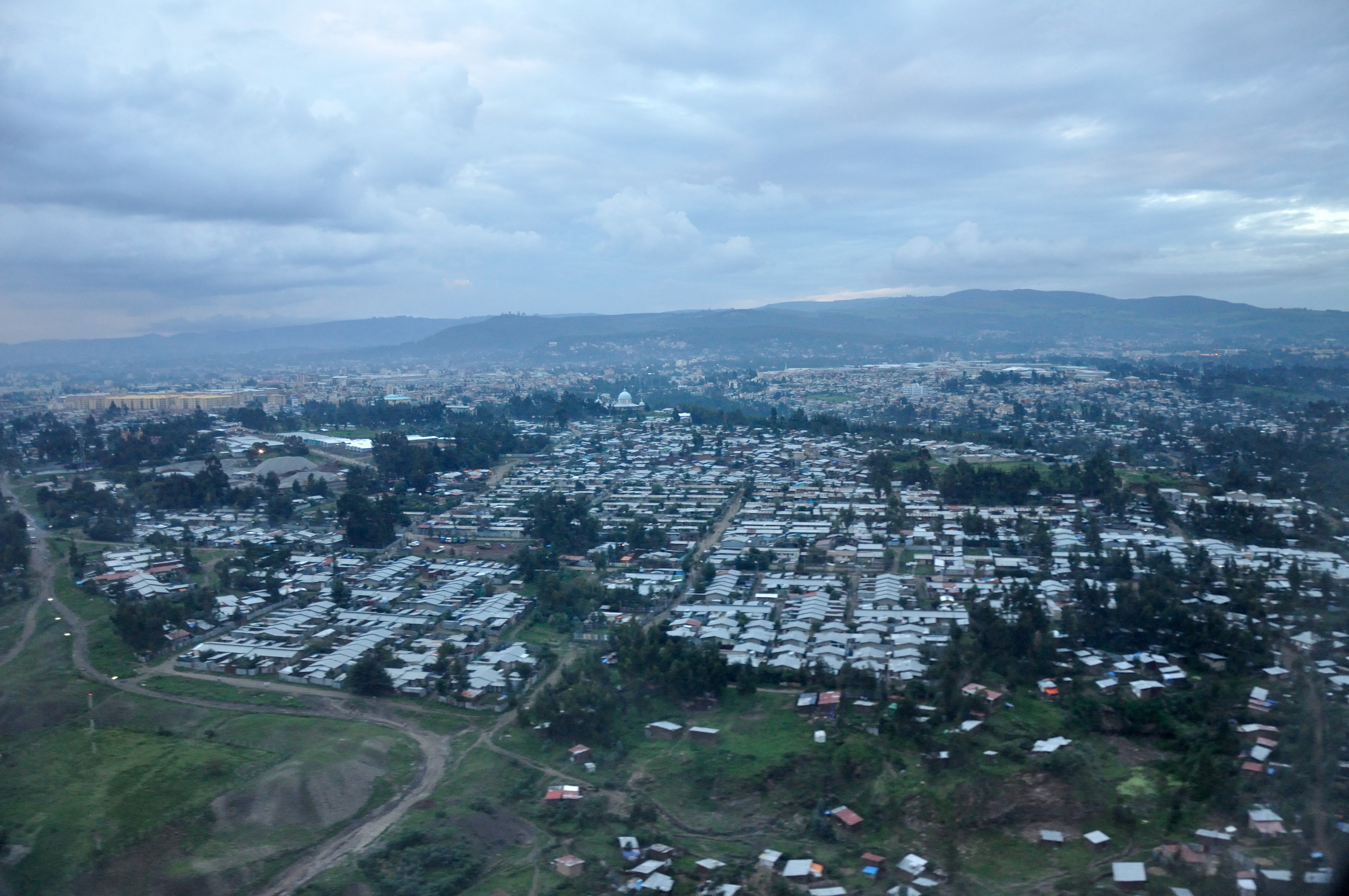
Vista aèria d'Addis Ababa
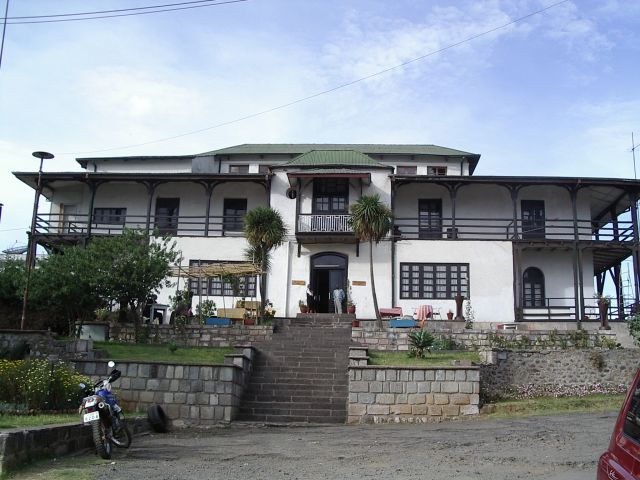
Taytu hotel
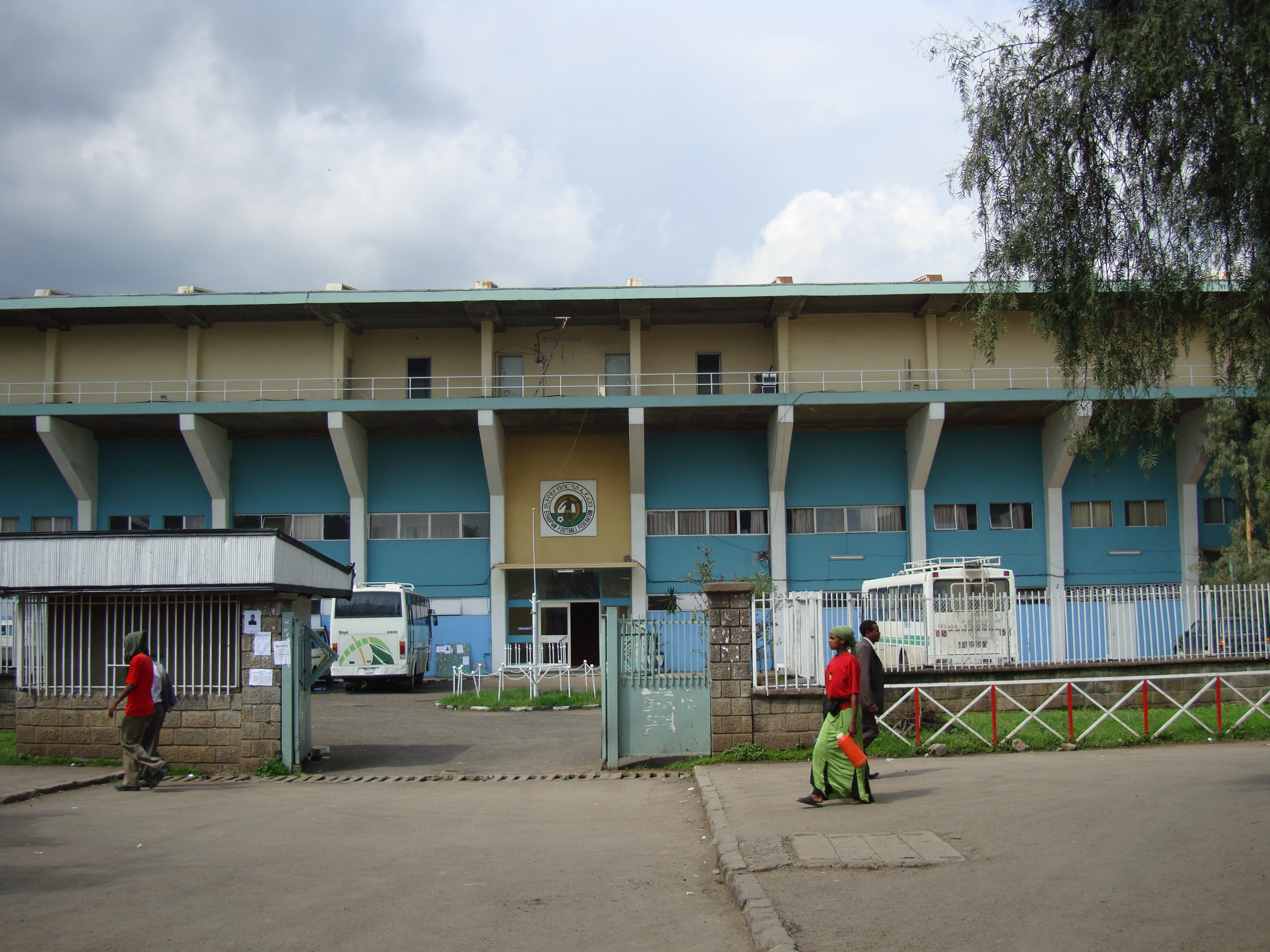
Addis Ababa Stadium
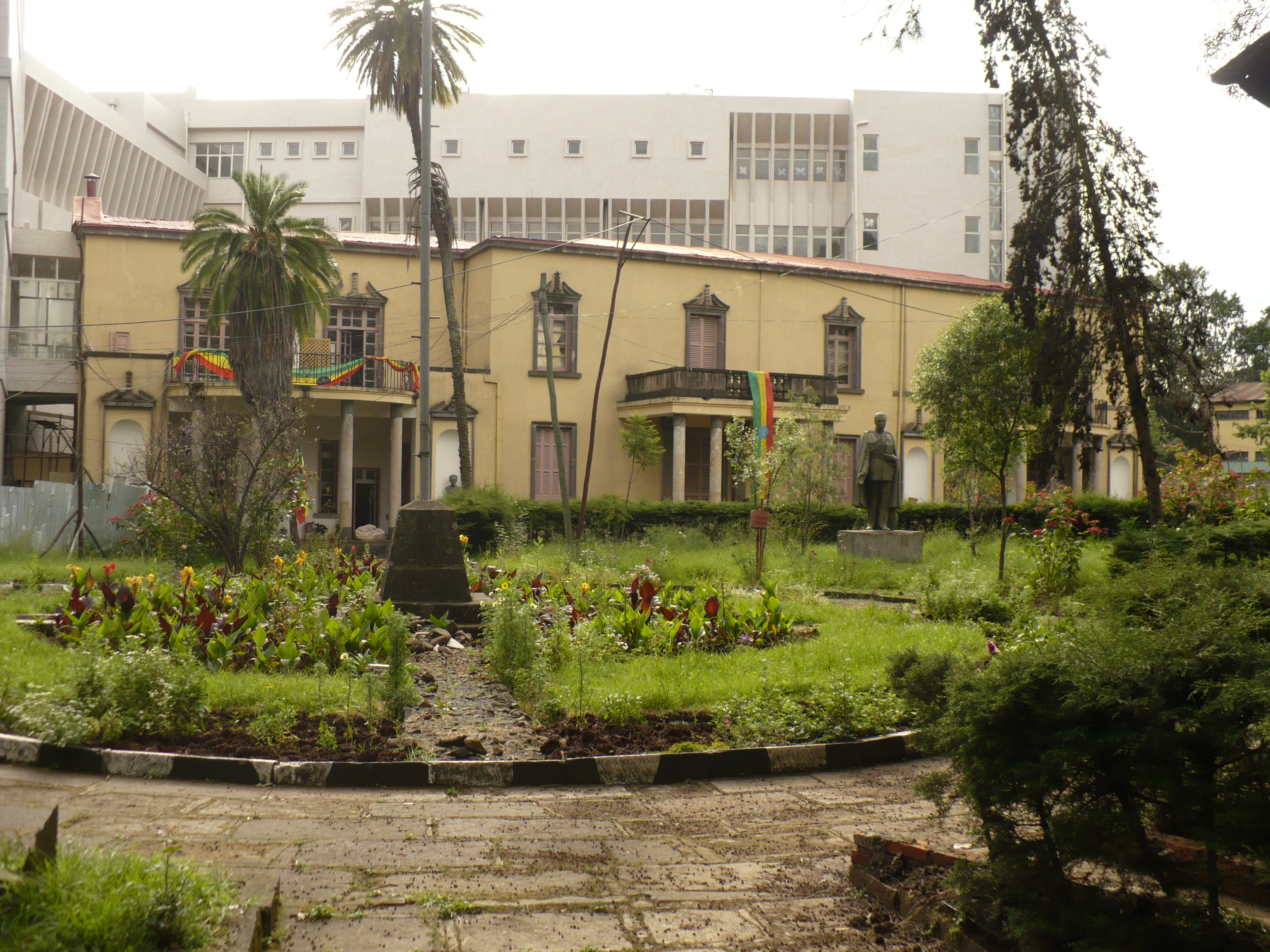
National Museum of Ethiopia
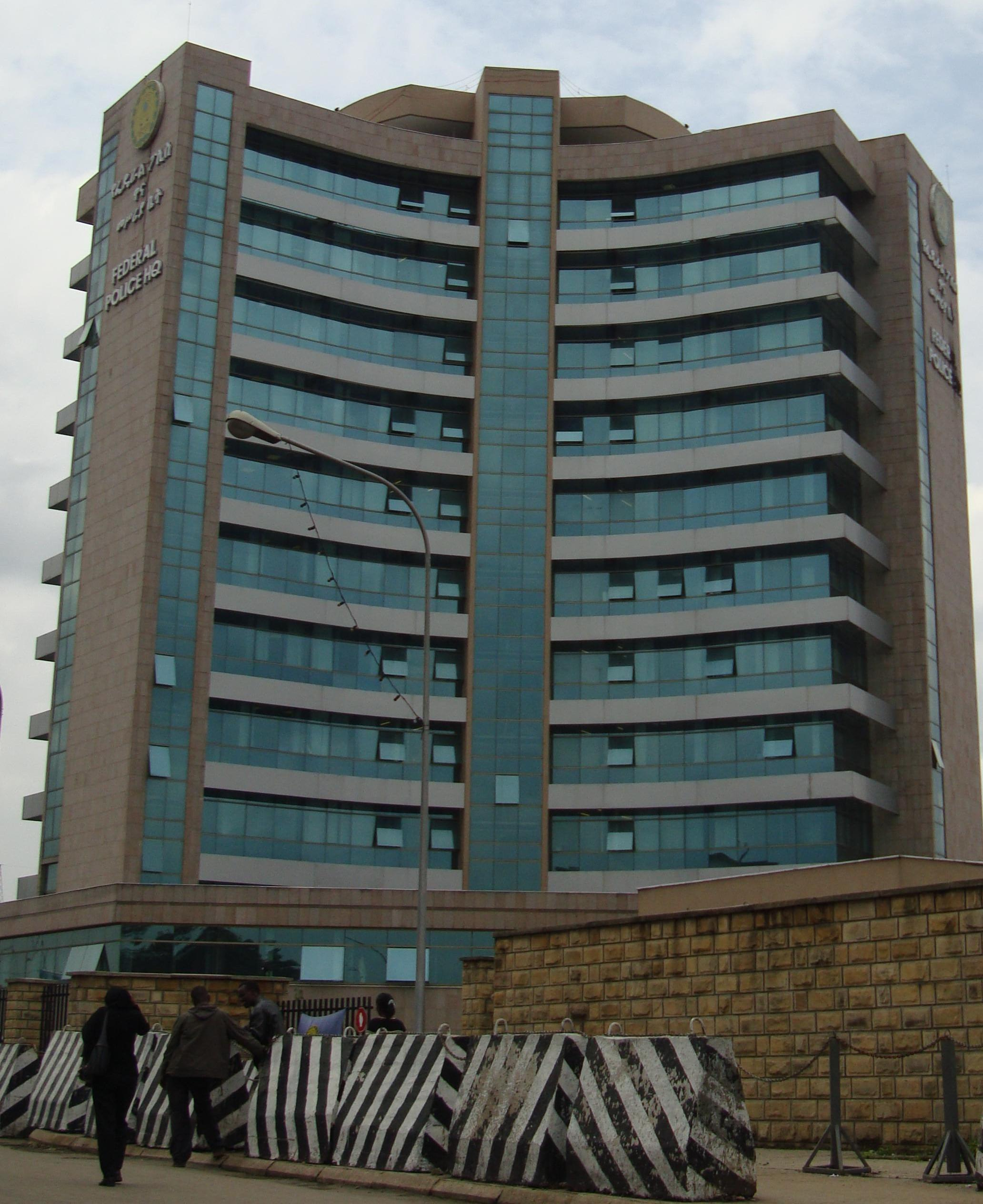
Seu de la Policia Federal etíop
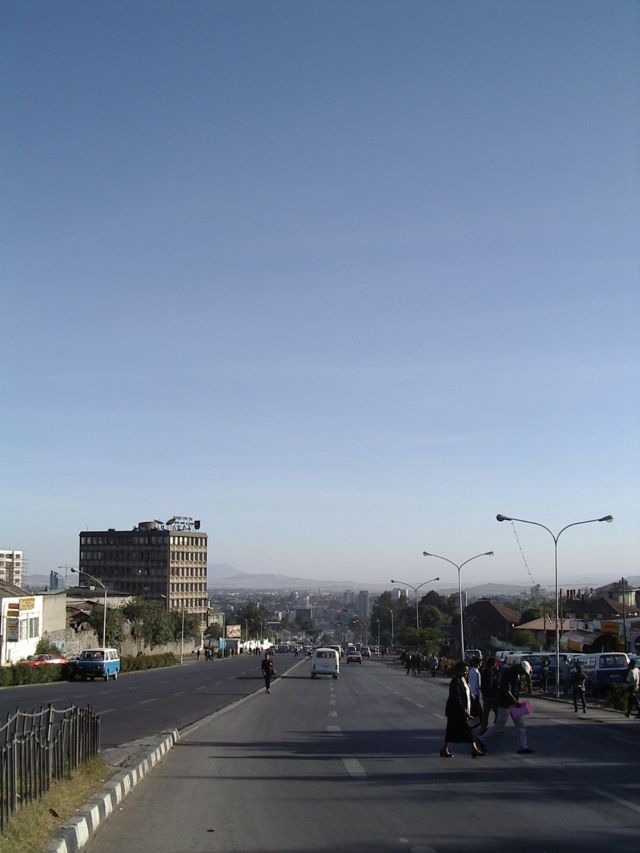
Avinguda Churchill d'Addis Abeba

### Clima
Segons la Classificació climàtica de Köppen té una barreja climàtica entre un clima atlàntic i un clima de muntanya. A causa de la diferència d'altitud i al vent hi pot haver una diferència de 10 °C dins la seva superfície. Al llarg de tot l'any té temperatures molt homogènies i suaus.
| Dades climàtiques a Addis Ababa                  | Dades climàtiques a Addis Ababa | Dades climàtiques a Addis Ababa | Dades climàtiques a Addis Ababa | Dades climàtiques a Addis Ababa | Dades climàtiques a Addis Ababa | Dades climàtiques a Addis Ababa | Dades climàtiques a Addis Ababa | Dades climàtiques a Addis Ababa | Dades climàtiques a Addis Ababa | Dades climàtiques a Addis Ababa | Dades climàtiques a Addis Ababa | Dades climàtiques a Addis Ababa | Dades climàtiques a Addis Ababa |
| Mes                                              | gen                             | febr                            | març                            | abr                             | maig                            | juny                            | jul                             | ag                              | set                             | oct                             | nov                             | des                             | anual                           |
| ------------------------------------------------ | ------------------------------- | ------------------------------- | ------------------------------- | ------------------------------- | ------------------------------- | ------------------------------- | ------------------------------- | ------------------------------- | ------------------------------- | ------------------------------- | ------------------------------- | ------------------------------- | ------------------------------- |
| Màxima rècord °C (°F)                            | 30 (86)                         | 28 (82)                         | 30 (86)                         | 29 (84)                         | 30 (86)                         | 29 (84)                         | 29 (84)                         | 32 (90)                         | 28 (82)                         | 27 (81)                         | 30 (86)                         | 28 (82)                         | 32 (90)                         |
| Màxima mitjana °C (°F)                           | 23 (73)                         | 24 (75)                         | 25 (77)                         | 25 (77)                         | 25 (77)                         | 23 (73)                         | 21 (70)                         | 20 (68)                         | 22 (72)                         | 23 (73)                         | 23 (73)                         | 22 (72)                         | 23 (73.3)                       |
| Mitjana diària °C (°F)                           | 16 (61)                         | 17 (63)                         | 18 (64)                         | 19 (66)                         | 19 (66)                         | 18 (64)                         | 17 (63)                         | 16 (61)                         | 17 (63)                         | 17 (63)                         | 16 (61)                         | 15 (59)                         | 17.1 (62.8)                     |
| Mínima mitjana °C (°F)                           | 9 (48)                          | 9 (48)                          | 11 (52)                         | 12 (54)                         | 13 (55)                         | 12 (54)                         | 12 (54)                         | 12 (54)                         | 12 (54)                         | 10 (50)                         | 8 (46)                          | 8 (46)                          | 10.7 (51.3)                     |
| Mínima rècord °C (°F)                            | 1 (34)                          | 1 (34)                          | 3 (37)                          | 6 (43)                          | 6 (43)                          | 1 (34)                          | 0 (32)                          | 6 (43)                          | 4 (39)                          | 2 (36)                          | 0 (32)                          | 0 (32)                          | 0 (32)                          |
| Pluja mitjana mm (polzades)                      | 13 (0.51)                       | 30 (1.18)                       | 58 (2.28)                       | 82 (3.23)                       | 84 (3.31)                       | 138 (5.43)                      | 280 (11.02)                     | 290 (11.42)                     | 149 (5.87)                      | 27 (1.06)                       | 7 (0.28)                        | 7 (0.28)                        | 1.165 (45,87)                   |
| Mitjana de dies de pluja                         | 3                               | 5                               | 7                               | 10                              | 10                              | 20                              | 27                              | 26                              | 18                              | 4                               | 1                               | 1                               | 132                             |
| Humitat relativa mitjana (%)                     | 47                              | 51.5                            | 47.5                            | 54.5                            | 53                              | 67.5                            | 79.5                            | 79                              | 71.5                            | 47.5                            | 48                              | 45.5                            | 57.67                           |
| Mitjana diària d'hores de sol                    | 9                               | 9                               | 8                               | 7                               | 8                               | 6                               | 3                               | 3                               | 5                               | 8                               | 9                               | 9                               | 7                               |
| Font #1: World Meteorological Organisation (UN), |                                 |                                 |                                 |                                 |                                 |                                 |                                 |                                 |                                 |                                 |                                 |                                 |                                 |
| Font #2: World Meteorological Organisation (UN)  |                                 |                                 |                                 |                                 |                                 |                                 |                                 |                                 |                                 |                                 |                                 |                                 |                                 |

## Altres dades d'interès
Addis Abeba consta de diversos hospitals, entre ells l'hospital Ghandi, a Churchill Road, l'Addis Abeba Fistula Hospital (el primer i un dels pocs si no l'únic en aquesta especialitat), i el més gran i important de tot el país: el Tukur Ambasa Hospital (lleó negre). Tots ells, amb les dificultats i precarietats òbvies d'un país amb greus problemes econòmics i de salut.
La ciutat està dividida en districtes oficials, i alguns d'aquests barris tenen dispensaris o farmàcies públiques, com ara la situada al mateix Hospital Ghandi, que disposen de preus més econòmics que les privades, encara que cada farmàcia té el seu propi preu estipulat a cada producte.
El Museu Nacional Etíop conté les restes de Lucy, una homínid de 3.18 milions d'anys, coneguda pels etíops amb el nom de Dinkenesh.
L'equip nacional d'atletisme entrena a la zona coneguda com a Exhibition Hall, al centre de la ciutat, just on s'ajunten l'avinguda Menelik II i l'avinguda de l'Àfrica, també coneguda amb el nom de Bole Road.
Només els carrers i avingudes principals del centre tenen un nom oficial o estan asfaltats.
Una particularitat: encara que a la capital hi ha nombrosos bancs, l'hotel Sheraton d'Addis Abeba, té dins les seves instal·lacions l'únic caixer automàtic del país.

## Ciutats agermanades
| - Beerxeba, Israel, 2004 - Pequín, Xina, 2006 - Chuncheon, Corea del Sud - Leipzig, Alemanya, 2004 - San Francisco, Estats Units - Tel-Aviv, Israel - Chongqing, Xina - Johannesburg, Sud-àfrica, 2002 - Bangkok, Tailàndia, 2005 | - L'Havana, Cuba, 2003 - Londres, Regne Unit - Roma, Itàlia 2000 - El Caire, Egipte - Dubai, Emirats Àrabs Units - Nova Delhi, Índia, 2004 - São Paulo, Brasil 2010 - Istanbul, Turquia - Jiddah, Aràbia Saudí |

## Personalitats notables
- Dinaw Mengestu, (1978) escriptor
- Nikos Papatakis, (1918) director de cinema grec
- Meseret Defar, (1983) Atleta
- Liya Kebede, (1978) model
- Mahmoud Ahmed,cantant
- Tilahun Gessesse,cantant famosa
- Amsale Aberra,dissenyador de moda
- Asrat Woldeyes, professor
- El príncep Ermias Sahle Selassie, avi de Haile Selassie
- Kenna, músic d'indie
- Haile Gebrselassie, corredor de llarga distància
- Sheikh Mohammed Al Amoudi, empresari
- Thomas Gobena, músic
- Robel Teklemariam, esquiador olímpic
- Ruth Negga, actriu irlandesa